# 信义会芳村堂
信义会芳村堂是位于中国广州的一座基督教堂，位于下芳村信义路珠江边，曾长期为德国信义会在广东省的传教总部。

## 歷史
1882年，德国信义会正式开始在华传教，主要传教范围为广东省北江流域。第一个传教基地选择在广州下芳村江边，传教士在此兴建了带钟楼的哥特式教堂、神学院、办公楼以及传教士楼。
信义会芳村堂曾是1902年兴中会策划广州起义的贮藏武器的秘密据点。
1960年，信义会芳村堂（1898年起）和中华基督教会白鹤洞堂人员被并入原中华基督教会芳村堂（平民堂），实行联合礼拜。信义会芳村堂出租给土产公司作仓库，后为施乐华冰箱厂厂房。其哥特式尖顶在文化大革命时被毁坏，而尖拱卷得以保存。
1993年，芳村堂（平民堂）因兴建珠江隧道被當局征用，礼拜迁到原信义会芳村堂址。2005年，信义会芳村堂成为广州市登记保护文物单位。
2008年11月26日，为修建洲头咀隧道，信义会芳村堂被平移26.3米。2014年11月30日起，教堂開始回遷原址。工程使用了9台共450噸推力的千斤頂，將經過初步保養的舊教堂以每次前進15厘米的速度，緩慢平移至百年前的「出生地」。至12月2日9時，被遷走六年的教堂重回原址。